# Commerce (Kalifornia)
Commerce – miasto w Stanach Zjednoczonych, w stanie Kalifornia, w hrabstwie Los Angeles.